# Lista de governadores do Piauí
Esta é uma lista de governantes do Estado do Piauí, pertencente à República Federativa do Brasil. No período colonial esses governantes eram designados governadores, passando a presidentes na época provincial, isto é, no Império e voltando a ser chamados governadores depois da proclamação da República até os dias de hoje.
O Estado do Piauí, assim como as demais unidades federativas de nossa república, é governado por três poderes, o executivo, representado pelo governador, o legislativo, representado pela Assembleia Legislativa do Estado do Piauí, e o judiciário, representado pelo Tribunal de Justiça do Estado do Piauí. Além dos três poderes, o Estado também permite a participação popular nas decisões do governo através de referendos e plebiscitos. A atual Constituição do Estado do Piauí foi promulgada em 1989, acrescida das alterações resultantes de posteriores Emendas Constitucionais.
O poder executivo piauiense está centralizado no governador do Estado, que é eleito em sufrágio universal e voto direto e secreto pela população para mandatos de até quatro anos de duração, podendo ser reeleito para mais um mandato. O atual governador é Rafael Fonteles, do Partido dos Trabalhadores (PT). Formado em Matemática pela UFPI, Fonteles foi secretário estadual da Fazenda no governo de Wellington Dias de 2015 a 2022. Foi eleito governador em 2022 em primeiro turno ao vencer o ex-prefeito de Teresina Sílvio Mendes.

Com a Proclamação da República, em 1889, os governantes sucederam-se por nomeações, até 1892, quando o governador passou a ser eleito pelo voto direto da população (no princípio censitário, descoberto e manietado pelos chefes políticos), com exceção dos períodos não-democráticos (Estado Novo de 1937 a 1945 e Ditadura civil-militar de 1964 a 1985), quando eram nomeados.

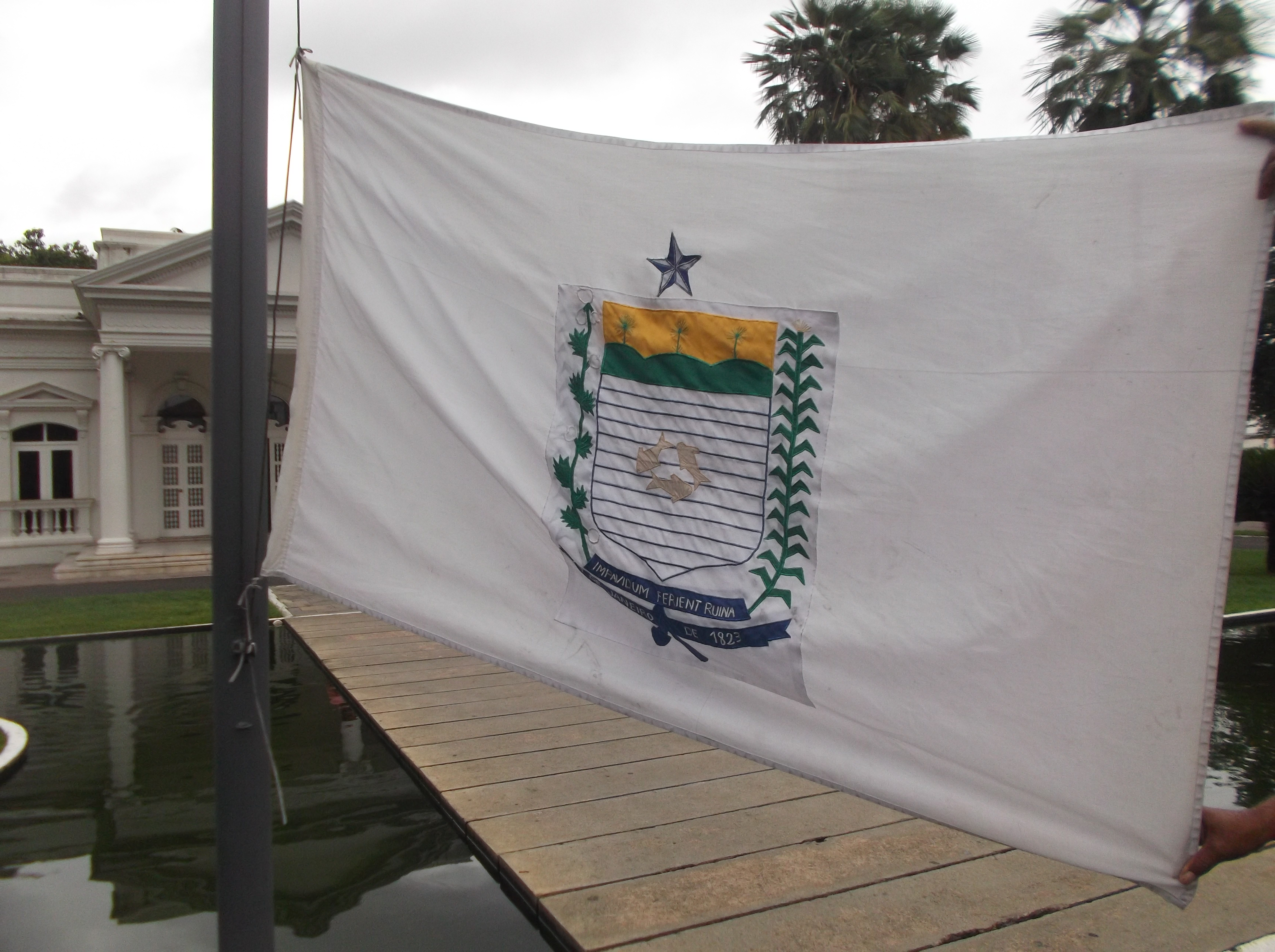
Bandeira do(a) governador(a) do Piauí.

Desde 1926, a sede do governo da Piauí é o Palácio Karnak, que antigamente era uma chácara do Barão de Castelo Branco, e só em 1926 se tornou a sede do Governo Estadual e residência oficial do governador, na gestão de Matias Olímpio de Melo. O último governador a residir no palácio foi Petrônio Portela.
Na relação abaixo, segue a lista dos governantes da Piauí  em sua ordem de ocupação. Os governantes do período colonial ainda não estão incluídos na listagem.
Os governadores constam na relação seguinte conforme os mandatos exercidos por cada um sendo que a Emenda Constitucional nº 16, de 4 de junho de 1997, instituiu a reeleição para cargos executivos beneficiando os eleitos a partir de Mão Santa. Desde então foram reeleitos Mão Santa, Wellington Dias e Wilson Martins e derrotados Hugo Napoleão e Moraes Souza Filho.
A partir 1982 o Piauí voltou a eleger seu governador, e desde então, o PT é o partido que mais venceu eleições para o governo do estado, estando no poder por 12 anos.

## Distintivo do cargo
Quem vem a ser titular do cargo usa a faixa governamental como distintivo do cargo no ritual de posse e em outras ocasiões cerimoniais e solenes. A mesma foi criada no governo Mão Santa pelo decreto estadual nº 9.996, de 31 de dezembro de 1998.

## Governadores da Capitania do Piauí
| Nº | Governante                              | Imagem | Início do mandato       | Fim do mandato          | Observações |
| 1 | João Pereira Caldas                     |        | 20 de setembro de 1759  | 3 de agosto de 1769     | Governador da Capitania do Piauí                                                                                              |
| 2 | Gonçalo Lourenço Botelho de Castro      |        | 3 de agosto de 1769     | 1º de janeiro de 1775   | Governador da Capitania do Piauí                                                                                              |
| — | Junta Trina de Governo                  |        | 1º de janeiro de 1775   | 19 de dezembro de 1797  | Composta pelo Ouvidor-geral da comarca, o militar de mais alta patente e o vereador mais velho do senado da câmara de Oeiras. |
| Composição da Junta Trina de Governos da Capitania do Piauí (1775 a 1797): 1775: Ouvidor-geral: Dr. Antônio José de Moraes Durão Militar: Tenente-Coronel João do Rego Castelo Branco Vereador: Capitão Domingos Barreira de Macedo 1776: Ouvidor-geral: Dr. Antônio José de Moraes Durão Militar: Tenente-Coronel João do Rego Castelo Branco Vereador: Tenente José Esteves Falcão 1777: Ouvidor-geral: Dr. Antônio José de Moraes Durão Militar: Capitão Fernando José Velozo de Miranda e Souza Vereador: João Ferreira de Carvalho 1778: Ouvidor-geral: Sargento-mor Manoel Pinheiro Ozório Militar: Capitão Fernando José Velozo de Miranda e Souza Vereador: Manoel Pacheco Tavira (até 23 de junho, ausentando-se a partir desta data, ficando o cargo vago) e José Rodrigues de Azevedo (a partir de 5 de agosto, permanece até o final do ano) 1779: Ouvidor-geral: Capitão Domingos Barreira de Macedo Militar: Capitão Fernando José Velozo de Miranda e Souza Vereador: Manoel Pacheco Tavira 1780: Ouvidor-geral: Marcos Francisco de Araújo Costa (de 2 de janeiro a 19 de fevereiro), Antônio Teixeira de Novaes (assume em 20 de fevereiro e permanece até 14 de julho, deixando o cargo vago) e Domingos Gomes Caminha (a partir de 7 de agosto) Militar: Capitão Fernando José Velozo de Miranda e Souza Vereador: José Pereira de Brito 1781: Ouvidor-geral: João Ferreira de Carvalho Militar: Sargento-mor Manoel Pinheiro Ozório Vereador: Ajudante Caetano de Céa de Figueredo 1782: Ouvidor-geral: Capitão Ignácio Rodrigues de Miranda Militar: Sargento-mor Manoel Pinheiro Ozório Vereador: Antônio Gameiro da Cruz 1783: Ouvidor-geral: Capitão Ignácio Rodrigues de Miranda Militar: Sargento-mor Manoel Pinheiro Ozório Vereador: Agostinho de Sousa Monteiro. 1784: Ouvidor-geral: Marcos Francisco de Araújo Costa Militar: Sargento-mor Manoel Pinheiro Ozório Vereador: José Rodrigues de Azevedo 1785: Ouvidor-geral: Dionísio da Costa Veloso (durante os meses de janeiro a fevereiro) e José Pereira de Brito (a partir de 4 de março) Militar: Sargento-mor Manoel Pinheiro Ozório Vereador: Thomaz José de Matos 1786: Ouvidor-geral: Dr. José Pereira da Silva Manoel Militar: Sargento-mor Manoel Pinheiro Ozório Vereador: Agostinho de Sousa Monteiro 1787: Ouvidor-geral: Dr. José Pereira da Silva Manoel Militar: Sargento-mor Manoel Pinheiro Ozório Vereador: Ascenso da Costa Veloso 1788: Ouvidor-geral: Dr. José Pereira da Silva Manoel Militar: Sargento-mor Manoel Pinheiro Ozório (ainda aparece em documento de 14 de fevereiro), sucedido pelo Mestre de Campo João Paulo Diniz (aparece em documentos a partir de 2 de agosto) Vereador: Antônio Alves Brandão (aparece em documento de 14 de fevereiro), sucedido por Agostinho de Sousa Monteiro (aparece em documentos a partir de 3 de junho) 1789: Ouvidor-geral: Dr. José Pereira da Silva Manoel Militar: Mestre de Campo João Paulo Diniz Vereador: José Pereira da Silva 1790: Ouvidor-geral: Dr. José Pereira da Silva Manoel (permaneceu no exercício do cargo até o início do mês de dezembro, quando retornou para o reino, sendo substituído pelo também bacharel Christóvão José de Frias Soares Sarmento (a partir de 16 de dezembro) Militar: Sargento-mor Manoel Pinheiro Ozório (esse cargo ficou vago no início do ano, em razão do Mestre de Cavalaria Ordenança se achar licenciado, sendo convocado este em 5 de março) Vereador: José Pereira da Silva (vinha do ano anterior, permaneceu até 18 de janeiro), José Rodrigues Coelho (a partir de 24 de janeiro) e José Pereira de Brito (a partir de 8 de fevereiro). 1791: Ouvidor-geral: Dr. Christóvão José de Frias Soares Sarmento Militar: Sargento-mor Manoel Pinheiro Ozório Vereador: Antônio Borges Marinho (a partir de 12 de janeiro) 1792: Ouvidor-geral: Dr. Christóvão José de Frias Soares Sarmento Militar: Sargento-mor Manoel Pinheiro Ozório Vereador: Ajudante Antônio do Rego Castelo Branco 1793: Ouvidor-geral: Dr. Christóvão José de Frias Soares Sarmento (se ausenta a partir de 12 de Outubro, ficando vago) Militar: Sargento-mor Manoel Pinheiro Ozório Vereador: Antônio Gameiro da Cruz. 1794: Ouvidor-geral: Dr. Christóvão José de Frias Soares Sarmento (ausente inicialmente, por motivo de doença, reassume o exercício do governo a partir de 21 de janeiro e permanece até 18 de agosto, quando adoece gravemente, vindo a falecer mais tarde) e André de Barros Rocha (a partir de 25 de agosto) Militar: Sargento-mor Manoel Pinheiro Ozório Vereador: Antônio Gameiro da Cruz (vinha do ano anterior e permanece até 20 de janeiro, reassumindo mais tarde) e Estêvão José Cavalcanti (a partir de 21 de janeiro). 1795: Ouvidor-geral: Manoel Antunes de Assunção Militar: Sargento-mor Manoel Pinheiro Ozório Vereador: Estêvão José Cavalcanti (vinha do ano anterior e permaneceu somente até 3 de janeiro), João Ferreira de Carvalho (a partir de 4 de janeiro), e Caetano de Céa de Figueredo (no exercício do cargo pelo menos desde 26 de novembro, até ao final do ano). 1796: Ouvidor-geral: Tenente Antônio Pereira da Silva Militar: Sargento-mor Manoel Pinheiro Ozório Vereador: Antônio Madeira Brandão 1797: Ouvidor-geral (interino): Francisco Pereira da Silva Militar: Manoel Pinheiro Ozório Vereador: Lourenço Rodrigues Coelho e Antônio Gameiro da Cruz (dados extraídos da ata de posse do governador João de Amorim Pereira, em 19 de dezembro). |                                         |        |                         |                         | |
| 3 | D. João de Amorim Pereira               |        | 19 de dezembro de 1797  | 16 de outubro de 1799   | Governador da Capitania do Piauí                                                                                              |
| 4 | Francisco Diogo de Moraes               |        | 16 de outubro de 1799   | 26 de fevereiro de 1803 | Governador da Capitania do Piauí                                                                                              |
| 5 | João de Amorim Pereira                  |        | 26 de fevereiro de 1803 | 4 de junho de 1803      | Governador da Capitania do Piauí                                                                                              |
| 6 | Pedro José César de Meneses             |        | 4 de junho de 1803      | 2 de março de 1805      | Governador da Capitania do Piauí                                                                                              |
| 7 | Luís Antônio Sarmento da Maia           |        | 2 de março de 1805      | 20 de janeiro de 1806   | Governador da Capitania do Piauí                                                                                              |
| 8 | Carlos César Burlamaqui                 |        | 21 de janeiro de 1806   | 14 de outubro de 1810   | Governador da Capitania do Piauí                                                                                              |
| 9 | Francisco da Costa Rabello              |        | 20 de outubro de 1810   | 13 de julho de 1811     | Governador Geral da Capitania do Piauí                                                                                        |
| — | Junta Trina de Governo                  |        | 13 de julho de 1811     | 10 de janeiro de 1814   | Composta pelo ouvidor-geral da comarca, o militar de mais alta patente e o vereador mais velho de senado da câmara de Oeiras. |
| 10 | Baltazar de Souza Botelho de Vascocelos |        | 10 de janeiro de 1814   | 14 de julho de 1819     | Governador Geral da Capitania do Piauí                                                                                        |
| 11 | Elias José Ribeiro de Carvalho          |        | 14 de julho de 1819     | 26 de outubro de 1821   | Governador Geral da Capitania do Piauí                                                                                        |

## Presidentes da Província do Piauí
Legenda
     Partido Conservador
     Partido Liberal
     Partido Democrático
     Partido Moderado
| Nº | Nome                                 | Imagem | Partido             | Início do mandato       | Fim do mandato          | Observações                                                              |
| —  | Manoel Carneiro da Cunha             |        | Partido Moderado    | 24 de janeiro de 1823   | 18 de novembro de 1823  | Presidente da Junta Provisória                                           |
| —  | Sysnando José de Magalhães           |        | Partido Moderado    | 18 de novembro de 1823  | 16 de fevereiro de 1824 | Presidente da Junta Governativa                                          |
| 12 | Manuel de Sousa Martins              |        | Partido Democrático | 16 de fevereiro de 1824 | 8 de outubro de 1828    | Presidente, visconde da Parnaíba                                         |
| —  | Inácio de Araújo Costa               |        | Partido Democrático | 8 de outubro de 1828    | 15 de março de 1829     | 1° Vice-Presidente no cargo de titular                                   |
| 12 | Manuel de Sousa Martins              |        | Partido Democrático | 15 de março de 1829     | 30 de dezembro de 1829  | Presidente, visconde da Parnaíba                                         |
| 13 | João Guimarães da Silva              |        | Partido Moderado    | 30 de dezembro de 1829  | 15 de fevereiro de 1831 | Presidente Provincial nomeado por Carta imperial                         |
| 14 | Manuel de Sousa Martins              |        | Partido Democrático | 15 de fevereiro de 1831 | 1° de março de 1843     | Presidente, visconde da Parnaíba                                         |
| 15 | José Ildefonso de Sousa Ramos        |        | Partido Conservador | 1° de março de 1843     | 25 de setembro de 1844  | 2º Visconde de Jaguari                                                   |
| 16 | Tomás Joaquim Pereira Valente        |        | Partido Democrático | 25 de setembro de 1844  | 20 de junho de 1845     | Barão de Rio Pardo                                                       |
| —  | Francisco Xavier de Cerqueira        |        | Partido Democrático | 20 de junho de 1845     | 28 de junho de 1845     | 2° Vice-Presidente no cargo de titular                                   |
| 17 | Zacarias de Góis e Vasconcelos       |        | Partido Conservador | 28 de junho de 1845     | 7 de setembro de 1847   | Presidente Provincial nomeado por Carta imperial                         |
| 18 | Marco Antônio de Macedo              |        | Partido Conservador | 7 de setembro de 1847   | 14 de março de 1848     | Presidente Provincial nomeado por Carta imperial                         |
| 19 | Francisco Xavier de Cerqueira        |        | Partido Democrático | 14 de março de 1848     | 11 de junho de 1848     | Presidente Provincial nomeado por Carta imperial                         |
| 20 | Anselmo Francisco Peretti            |        | Partido Liberal     | 11 de junho de 1848     | 24 de dezembro de 1849  | Presidente Provincial nomeado por Carta imperial                         |
| 21 | Inácio Silveira da Mota              |        | Partido Liberal     | 24 de dezembro de 1849  | 7 de setembro de 1850   | Barão de Vila Franca                                                     |
| 22 | José Antônio Saraiva                 |        | Partido Liberal     | 7 de setembro de 1850   | 12 de março de 1853     | Presidente Provincial nomeado por Carta imperial                         |
| —  | Simplício de Sousa Mendes            |        | Partido Liberal     | 12 de março de 1853     | 2 de abril de 1853      | 1° Vice-Presidente no cargo de titular                                   |
| —  | Luís Carlos de Pereira Teixeira      |        | Partido Liberal     | 2 de abril de 1853      | 5 de dezembro de 1853   | 2° Vice-Presidente no cargo de titular                                   |
| 23 | Antônio Pereira de Carvalho          |        | Partido Conservador | 5 de dezembro de 1853   | 9 de agosto de 1855     | Presidente Provincial nomeado por Carta imperial                         |
| —  | Ernesto Baptista                     |        | Partido Conservador | 9 de agosto de 1855     | 10 de setembro de 1855  | 2° Vice-Presidente no cargo de titular                                   |
| —  | Balduíno Coelho                      |        | Partido Conservador | 10 de setembro de 1855  | 1° de dezembro de 1855  | 1° Vice-Presidente no cargo de titular                                   |
| 24 | Frederico de Almeida e Albuquerque   |        | Partido Conservador | 1° de dezembro de 1855  | 8 de outubro de 1856    | Presidente Provincial nomeado por Carta imperial                         |
| —  | Lourenço de Almeida Castanho         |        | Partido Conservador | 8 de outubro de 1856    | 10 de junho de 1857     | 1° Vice-Presidente no cargo de titular                                   |
| 25 | João José de Oliveira Junqueira      |        | Partido Conservador | 10 de junho de 1857     | 30 de dezembro de 1858  | Presidente Provincial nomeado por Carta imperial                         |
| 26 | Simplício de Sousa Mendes            |        | Partido Liberal     | 30 de dezembro de 1858  | 1° de janeiro de 1859   | Presidente Provincial nomeado por Carta imperial                         |
| 27 | José Mariano do Amaral               |        | Partido Conservador | 1° de janeiro de 1859   | 24 de janeiro de 1859   | Presidente Provincial nomeado por Carta imperial                         |
| 28 | Antônio Correia de Couto             |        | Partido Conservador | 24 de janeiro de 1859   | 27 de junho de 1859     | Presidente Provincial nomeado por Carta imperial                         |
| —  | Ernesto Baptista                     |        | Partido Conservador | 27 de junho de 1859     | 27 de julho de 1859     | 1° Vice-Presidente no cargo de titular                                   |
| 29 | José Mariano do Amaral               |        | Partido Conservador | 27 de julho de 1859     | 5 de novembro de 1859   | Presidente Provincial nomeado por Carta imperial                         |
| 30 | Diogo Velho Cavalcanti               |        | Partido Conservador | 5 de novembro de 1859   | 1° de maio de 1860      | Presidente Provincial nomeado por Carta imperial, Visconde de Cavalcanti |
| —  | Ernesto Baptista                     |        | Partido Conservador | 1° de maio de 1860      | 13 de julho de 1860     | 1° Vice-Presidente no cargo de titular                                   |
| 31 | Manuel Antônio Duarte de Azevedo     |        | Partido Conservador | 13 de julho de 1860     | 15 de abril de 1861     | Presidente Provincial nomeado por Carta imperial                         |
| 32 | José Mariano do Amaral               |        | Partido Conservador | 15 de abril de 1861     | 13 de maio de 1861      | Presidente Provincial nomeado por Carta imperial                         |
| 33 | Antônio Brito Sousa Gaioso           |        | Partido Liberal     | 13 de maio de 1861      | 13 de junho de 1862     | Presidente Provincial nomeado por Carta imperial                         |
| 34 | José Fernandes Moreira               |        | Partido Conservador | 13 de junho de 1862     | 30 de junho de 1863     | Presidente Provincial nomeado por Carta imperial                         |
| 35 | Pedro Leão Veloso                    |        | Partido Conservador | 30 de junho de 1863     | 4 de dezembro de 1863   | Presidente Provincial nomeado por Carta imperial                         |
| 36 | Antônio Sampaio Almendra             |        | Partido Conservador | 4 de dezembro de 1863   | 28 de maio de 1864      | Presidente Provincial nomeado por Carta imperial                         |
| 37 | Franklin Dória                       |        | Partido Conservador | 28 de maio de 1864      | 3 de agosto de 1866     | Presidente Provincial nomeado por Carta imperial                         |
| —  | José Manuel de Freitas               |        | Partido Liberal     | 3 de agosto de 1866     | 5 de outubro de 1866    | Presidente interino                                                      |
| —  | Adelino de Luna Freire               |        | Partido Liberal     | 5 de outubro de 1866    | 5 de novembro de 1867   | 1° Vice-Presidente no cargo de titular                                   |
| —  | José Manuel de Freitas               |        | Partido Liberal     | 5 de novembro de 1867   | 9 de novembro de 1867   | 2° Vice-Presidente no cargo de titular                                   |
| 38 | Polidoro César Burlamaqui            |        | Partido Conservador | 9 de novembro de 1867   | 3 de março de 1868      | Presidente Provincial nomeado por Carta imperial                         |
| —  | José Manuel de Freitas               |        | Partido Liberal     | 3 de março de 1868      | 24 de agosto de 1868    | Presidente interino                                                      |
| 39 | Simplício de Sousa Mendes            |        | Partido Liberal     | 24 de agosto de 1868    | 28 de agosto de 1868    | Presidente Provincial nomeado por Carta imperial                         |
| 40 | Augusto Olímpio Gomes de Castro      |        | Partido Conservador | 28 de agosto de 1868    | 3 de abril de 1869      | Presidente Provincial nomeado por Carta imperial                         |
| 41 | Simplício de Sousa Mendes            |        | Partido Liberal     | 3 de abril de 1869      | 21 de maio de 1869      | Presidente Provincial nomeado por Carta imperial                         |
| 42 | Teotônio de Sousa Mendes             |        | Partido Liberal     | 21 de maio de 1869      | 6 de dezembro de 1869   | Presidente Provincial nomeado por Carta imperial                         |
| 43 | Luís Antônio Vieira da Silva         |        | Partido Liberal     | 6 de dezembro de 1869   | 9 de abril de 1870      | Visconde de Vieira da Silva                                              |
| —  | Domingos Monteiro Peixoto            |        | Partido Liberal     | 9 de abril de 1870      | 21 de abril de 1870     | 1° Vice-Presidente no cargo de titular                                   |
| 43 | Luís Antônio Vieira da Silva         |        | Partido Liberal     | 21 de abril de 1870     | 7 de maio de 1870       | Visconde de Vieira da Silva                                              |
| —  | Manuel José Espínola Jr              |        | Partido Liberal     | 7 de maio de 1870       | 25 de dezembro de 1870  | 1° Vice-Presidente no cargo de titular                                   |
| 44 | Manuel do Rego Barros                |        | Partido Liberal     | 25 de dezembro de 1870  | 27 de fevereiro de 1872 | Presidente Provincial nomeado por Carta imperial                         |
| —  | José Amaro Machado                   |        | Partido Liberal     | 27 de fevereiro de 1872 | 17 de março de 1872     | 4° Vice-Presidente no cargo de titular                                   |
| —  | Tomás de Aguiar Catanhede            |        | Partido Liberal     | 17 de março de 1872     | 19 de março de 1872     | Presidente interino                                                      |
| —  | Francisco de Miranda Osório          |        | Partido Liberal     | 19 de março de 1872     | 18 de abril de 1872     | 6° Vice-Presidente no cargo de titular                                   |
| —  | Teotônio de Sousa Mendes             |        | Partido Liberal     | 18 de abril de 1872     | 23 de abril de 1872     | 1° Vice-Presidente no cargo de titular                                   |
| 45 | Pedro Afonso Ferreira                |        | Partido Liberal     | 23 de abril de 1872     | 1° de fevereiro de 1873 | Presidente Provincial nomeado por Carta imperial                         |
| —  | Francisco de Miranda Osório          |        | Partido Liberal     | 1° de fevereiro de 1873 | 22 de fevereiro de 1873 | 6° Vice-Presidente no cargo de titular                                   |
| 46 | Gervásio Mello                       |        | Partido Conservador | 22 de fevereiro de 1873 | 27 de abril de 1874     | Presidente Provincial nomeado por Carta imperial                         |
| 47 | Adolfo Lamenha Lins                  |        | Partido Liberal     | 27 de abril de 1874     | 27 de novembro de 1874  | Presidente Provincial nomeado por Carta imperial                         |
| —  | Odorico Brasileiro Rosa              |        | Partido Liberal     | 27 de novembro de 1874  | 28 de abril de 1875     | 1° Vice-Presidente no cargo de titular                                   |
| 48 | Delfino Augusto Cavalcanti           |        | Partido Conservador | 28 de abril de 1875     | 4 de agosto de 1876     | Presidente Provincial nomeado por Carta imperial                         |
| 49 | Luís Eugênio Horta                   |        | Partido Conservador | 4 de agosto de 1876     | 2 de janeiro de 1877    | Presidente Provincial nomeado por Carta imperial                         |
| 50 | Graciliano de Paula Batista          |        | Partido Liberal     | 2 de janeiro de 1877    | 13 de agosto de 1877    | Presidente Provincial nomeado por Carta imperial                         |
| 51 | Francisco Bernardino Rodrigues       |        | Partido Conservador | 13 de agosto de 1877    | 22 de novembro de 1877  | Presidente Provincial nomeado por Carta imperial                         |
| —  | Augusto Castelo Branco               |        | Partido Conservador | 22 de novembro de 1877  | 9 de janeiro de 1878    | Barão de Campo Maior 3° Vice-Presidente no cargo de titular              |
| —  | Raimundo Meneses de Carvalho         |        | Partido Conservador | 9 de janeiro de 1878    | 27 de fevereiro de 1878 | 2° Vice-Presidente no cargo de titular                                   |
| —  | José de Araújo Costa                 |        | Partido Conservador | 27 de fevereiro de 1878 | 15 de abril de 1878     | 1° Vice-Presidente no cargo de titular                                   |
| 52 | Sancho de Barros Pimentel            |        | Partido Conservador | 15 de abril de 1878     | 13 de dezembro de 1878  | Presidente Provincial nomeado por Carta imperial                         |
| —  | Constantino da Silva Moura           |        | Partido Conservador | 13 de dezembro de 1878  | 19 de dezembro de 1878  | 4° Vice-Presidente no cargo de titular                                   |
| 53 | José Mariano do Amaral               |        | Partido Conservador | 19 de dezembro de 1878  | 18 de março de 1879     | Presidente Provincial nomeado por Carta imperial                         |
| 54 | Firmino de Sousa Martins             |        | Partido Liberal     | 18 de março de 1879     | 7 de abril de 1879      | Presidente Provincial nomeado por Carta imperial                         |
| 55 | João Pedro Belfort Vieira            |        | Partido Liberal     | 7 de abril de 1879      | 11 de dezembro de 1879  | Presidente Provincial nomeado por Carta imperial                         |
| —  | Manuel Ildefonso de Sousa Lima       |        | Partido Liberal     | 11 de dezembro de 1879  | 4 de março de 1880      | 4° Vice-Presidente no cargo de titular                                   |
| 56 | Sinval Odorico de Moura              |        | Partido Liberal     | 4 de março de 1880      | 15 de abril de 1880     | Presidente Provincial nomeado por Carta imperial                         |
| —  | Manuel Ildefonso de Sousa Lima       |        | Partido Liberal     | 15 de abril de 1880     | 1° de maio de 1880      | 4° Vice-Presidente no cargo de titular                                   |
| 57 | Firmino de Sousa Martins             |        | Partido Liberal     | 1° de maio de 1880      | 7 de fevereiro de 1881  | Presidente Provincial nomeado por Carta imperial                         |
| 58 | Sinval Odorico de Moura              |        | Partido Liberal     | 7 de fevereiro de 1881  | 31 de dezembro de 1881  | Presidente Provincial nomeado por Carta imperial                         |
| —  | Manuel Ildefonso de Sousa Lima       |        | Partido Liberal     | 31 de dezembro de 1881  | 1° de maio de 1882      | 4° Vice-Presidente no cargo de titular                                   |
| 59 | Miguel Joaquim de Almeida Castro     |        | Partido Liberal     | 1° de maio de 1882      | 5 de abril de 1883      | Presidente Provincial nomeado por Carta imperial                         |
| 60 | Firmino de Sousa Martins             |        | Partido Liberal     | 5 de abril de 1883      | 6 de setembro de 1883   | Presidente Provincial nomeado por Carta imperial                         |
| 61 | Torquato Mendes Viana                |        | Partido Liberal     | 6 de setembro de 1883   | 18 de outubro de 1883   | Presidente Provincial nomeado por Carta imperial                         |
| —  | Manuel Ildefonso de Sousa Lima       |        | Partido Liberal     | 18 de outubro de 1883   | 6 de dezembro de 1883   | 4° Vice-Presidente no cargo de titular                                   |
| 62 | Emídio Adolfo Vitório da Costa       |        | Partido Liberal     | 6 de dezembro de 1883   | 8 de setembro de 1884   | Presidente Provincial nomeado por Carta imperial                         |
| —  | Manuel Ildefonso de Sousa Lima       |        | Partido Liberal     | 8 de setembro de 1884   | 1° de outubro de 1884   | 4° Vice-Presidente no cargo de titular                                   |
| 63 | Raimundo Teodorico de Castro e Silva |        | Partido Liberal     | 1° de outubro de 1884   | 1° de setembro de 1885  | Presidente Provincial nomeado por Carta imperial                         |
| —  | Manuel Ildefonso de Sousa Lima       |        | Partido Liberal     | 1° de setembro de 1885  | 14 de outubro de 1885   | 4° Vice-Presidente no cargo de titular                                   |
| —  | Raimundo de Arêa Leão                |        | Partido Liberal     | 14 de outubro de 1885   | 16 de outubro de 1885   | 1° Vice-Presidente no cargo de titular                                   |
| 64 | Manuel Menezes do Prado              |        | Partido Liberal     | 16 de outubro de 1885   | 7 de setembro de 1886   | Presidente Provincial nomeado por Carta imperial                         |
| 65 | Antônio Jansen de Mattos             |        | Partido Conservador | 7 de setembro de 1886   | 6 de julho de 1886      | Presidente Provincial nomeado por Carta imperial                         |
| 66 | Francisco José Viveiros              |        | Partido Liberal     | 6 de julho de 1886      | 27 de julho de 1886     | Presidente Provincial nomeado por Carta imperial                         |
| —  | Firmino Licínio da Silva Soares      |        | Partido Liberal     | 27 de julho de 1886     | 26 de setembro de 1886  | 1° Vice-Presidente no cargo de titular                                   |
| 67 | Raimundo Vieira da Silva             |        | Partido Conservador | 26 de setembro de 1886  | 27 de junho de 1889     | Presidente Provincial nomeado por Carta imperial                         |
| 68 | Firmino de Sousa Martins             |        | Partido Liberal     | 27 de junho de 1889     | 23 de julho de 1889     | Presidente Provincial nomeado por Carta imperial                         |
| 69 | Teófilo Fernandes dos Santos         |        | Partido Conservador | 23 de julho de 1889     | 10 de outubro de 1889   | Presidente Provincial nomeado por Carta imperial                         |
| —  | João da Cruz e Santos                |        | Partido Conservador | 10 de outubro de 1889   | 12 de outubro de 1889   | Barão de Uruçuí Presidente interino                                      |
| 70 | Lourenço Valente de Figueiredo       |        | Partido Conservador | 12 de outubro de 1889   | 16 de novembro de 1889  | Presidente Provincial nomeado por Carta imperial                         |

## Período Republicano (1889-atual)
| Nº                                                    | Nome                                   | Imagem                | Partido                                          | Início do mandato       | Fim do mandato                                                                                     | Observações |
| Primeira República Brasileira (1889-1930)             |                                        |                       |                                                  |                         | | |
| —                                                     | Junta Governativa Piauiense de 1889    |                       |                                                  | 16 de novembro de 1889  | 26 de dezembro de 1889                                                                             | Governo provisório.                                                                                                   |
| 1                                                     | Gregório Taumaturgo de Azevedo         |                       |                                                  | 26 de dezembro de 1889  | 4 de junho de 1890                                                                                 | Presidente nomeado pelo Governo Federal.                                                                              |
| —                                                     | Joaquim Nogueira Paranaguá             |                       |                                                  | 4 de junho de 1890      | 23 de agosto de 1890                                                                               | Vice-Presidente no cargo de titular                                                                                   |
| 2                                                     | Gabino Besouro                         |                       |                                                  | 23 de agosto de 1890    | 19 de outubro de 1890                                                                              | Presidente nomeado pelo Governo Federal.                                                                              |
| 3                                                     | João da Cruz e Santos                  |                       |                                                  | 19 de outubro de 1890   | 27 de dezembro de 1890                                                                             | Presidente nomeado pelo Governo Federal.                                                                              |
| 4                                                     | Álvaro Moreira de Barros Oliveira Lima |                       |                                                  | 27 de dezembro de 1890  | 28 de maio de 1891                                                                                 | Presidente nomeado pelo Governo Federal.                                                                              |
| 5                                                     | Gabriel Luís Ferreira                  |                       |                                                  | 28 de maio de 1891      | 21 de dezembro de 1891                                                                             | Presidente eleito em sufrágio universal                                                                               |
| —                                                     | Francisco Gomes Muniz                  |                       |                                                  | 21 de dezembro de 1891  | 29 de dezembro de 1891                                                                             | Vice-Presidente no cargo de titular                                                                                   |
| 6                                                     | Álvaro Lopes Machado                   |                       |                                                  | 29 de dezembro de 1891  | 11 de fevereiro de 1892                                                                            | Presidente nomeado pelo Governo Federal.                                                                              |
| 7                                                     | Coriolano de Carvalho e Silva          |                       |                                                  | 11 de fevereiro de 1892 | 1º de julho de 1896                                                                                | Presidente eleito em sufrágio universal                                                                               |
| 8                                                     | Raimundo Artur de Vasconcelos          |                       |                                                  | 1º de julho de 1896     | 1º de julho de 1900                                                                                | Presidente eleito em sufrágio universal                                                                               |
| 9                                                     | Arlindo Francisco Nogueira             |                       |                                                  | 1º de julho de 1900     | 1º de julho de 1904                                                                                | Presidente eleito em sufrágio universal                                                                               |
| 10                                                    | Álvaro de Assis Osório Mendes          |                       |                                                  | 1º de julho de 1904     | 5 de dezembro de 1907                                                                              | Presidente eleito em sufrágio universal                                                                               |
| 11                                                    | Areolino Antônio de Abreu              |                       |                                                  | 5 de dezembro de 1907   | 31 de março de 1908                                                                                | Vice-Presidente no cargo de titular                                                                                   |
| 12                                                    | José Lourenço de Morais e Silva        |                       |                                                  | 31 de março de 1908     | 1º de julho de 1908                                                                                | Presidente nomeado pelo Governo Federal.                                                                              |
| 13                                                    | Anísio Auto de Abreu                   |                       |                                                  | 1º de julho de 1908     | 5 de dezembro de 1909                                                                              | Presidente eleito em sufrágio universal                                                                               |
| 14                                                    | Manuel Raimundo da Paz                 |                       |                                                  | 5 de dezembro de 1909   | 15 de março de 1910                                                                                | Presidente eleito de forma indireta pela Assembleia Legislativa do Piauí                                              |
| 15                                                    | Antonino Freire da Silva               |                       |                                                  | 15 de março de 1910     | 1º de julho de 1912                                                                                | Vice-Presidente no cargo de titular                                                                                   |
| 16                                                    | Miguel de Paiva Rosa                   |                       |                                                  | 1º de julho de 1912     | 1º de julho de 1916                                                                                | Governador eleito em sufrágio universal                                                                               |
| 17                                                    | Eurípedes Clementino de Aguiar         |                       |                                                  | 1º de julho de 1916     | 1º de julho de 1920                                                                                | O eleito foi o magistrado Antonio José da Costa, mas por disputas de grupos, a Assembleia Legislativa não o empossou. |
| 18                                                    | João Luís Ferreira                     |                       |                                                  | 1º de julho de 1920     | 1º de julho de 1924                                                                                | Governador eleito em sufrágio universal                                                                               |
| 19                                                    | Matias Olímpio de Melo                 |                       |                                                  | 1º de julho de 1924     | 1º de julho de 1928                                                                                | Governador eleito em sufrágio universal                                                                               |
| 20                                                    | João de Deus Pires Leal                |                       |                                                  | 1º de julho de 1928     | 4 de outubro de 1930                                                                               | Governador eleito em sufrágio universal                                                                               |
| Segunda e Terceira Repúblicas Brasileiras (1930-1945) |                                        |                       |                                                  |                         | | |
| 21                                                    | Humberto de Areia Leão                 |                       |                                                  | 4 de outubro de 1930    | 29 de janeiro de 1931                                                                              | Vice-Presidente no cargo de titular                                                                                   |
| 22                                                    | Joaquim de Lemos Cunha                 |                       | Aliança Liberal AL                               | 29 de janeiro de 1931   | 21 de maio de 1931                                                                                 | Interventor Federal nomeado pelo Presidente da República.                                                             |
| 23                                                    | Landry Sales                           |                       | Aliança Liberal AL                               | 21 de maio de 1931      | 3 de maio de 1935                                                                                  | Interventor Federal nomeado pelo Presidente da República.                                                             |
| 24                                                    | Leônidas Melo                          |                       | Partido Social Democrático PSD                   | 3 de maio de 1935       | 9 de novembro de 1945                                                                              | Interventor Federal nomeado pelo Presidente da República.                                                             |
| Quarta República Brasileira (1945-1964)               |                                        |                       |                                                  |                         | | |
| —                                                     | Antônio Leôncio Pereira Ferraz         |                       | Partido Social Democrático PSD                   | 9 de novembro de 1945   | 19 de dezembro de 1945                                                                             | Interventor Federal interino, nomeado pelo Presidente da República.                                                   |
| 25                                                    | Benedito Martins Napoleão do Rego      |                       | União Democrática Nacional UDN                   | 19 de dezembro de 1945  | 20 de março de 1946                                                                                | Interventor Federal nomeado pelo Presidente da República.                                                             |
| 26                                                    | José Vitorino Correia                  |                       | Partido Social Democrático PSD                   | 20 de março de 1946     | 3 de setembro de 1946                                                                              | Interventor Federal nomeado pelo Presidente da República.                                                             |
| —                                                     | Manuel Sotero Vaz da Silveira          |                       | Partido Trabalhista Brasileiro PTB               | 3 de setembro de 1946   | 11 de outubro de 1946                                                                              | Interventor Federal interino, nomeado pelo Presidente da República.                                                   |
| 27                                                    | Teodoro Sobral                         |                       | Partido Social Democrático PSD                   | 11 de outubro de 1946   | 17 de março de 1947                                                                                | Interventor Federal nomeado pelo Presidente da República.                                                             |
| 28                                                    | Valdir de Figueiredo Gonçalves         |                       | Partido Trabalhista Brasileiro PTB               | 17 de março de 1947     | 28 de abril de 1947                                                                                | Interventor Federal nomeado pelo Presidente da República.                                                             |
| 29                                                    | José da Rocha Furtado                  |                       | Partido Social Democrático PSD                   | 28 de abril de 1947     | 31 de janeiro de 1951                                                                              | Governador eleito em sufrágio universal                                                                               |
| 30                                                    | Pedro Freitas                          |                       | Partido Social Democrático PSD                   | 31 de janeiro de 1951   | 25 de março de 1955                                                                                | Governador eleito em sufrágio universal                                                                               |
| 31                                                    | Jacob Gaioso e Almendra                |                       | Partido Social Democrático PSD                   | 25 de março de 1955     | 25 de março de 1959                                                                                | Governador eleito em sufrágio universal                                                                               |
| 32                                                    | Chagas Rodrigues                       |                       | Partido Trabalhista Brasileiro PTB               | 25 de março de 1959     | 3 de julho de 1962                                                                                 | Governador eleito em sufrágio universal                                                                               |
| 33                                                    | Tibério Nunes                          |                       | União Democrática Nacional UDN                   | 3 de julho de 1962      | 25 de março de 1963                                                                                | Vice-governador no cargo de titular                                                                                   |
| 34                                                    | Petrônio Portella                      |                       | União Democrática Nacional UDN                   | 25 de março de 1963     | 12 de agosto de 1966                                                                               | Governador eleito em sufrágio universal                                                                               |
| Ditadura Militar (1964-1985)                          |                                        |                       |                                                  |                         | | |
| —                                                     | José Odon Maia Alencar                 |                       | Aliança Renovadora Nacional ARENA                | 12 de agosto de 1966    | 12 de setembro de 1966                                                                             | Presidente da Assembleia Legislativa no cargo de Governador de foma interina                                          |
| 35                                                    | Helvídio Nunes                         |                       | Aliança Renovadora Nacional ARENA                | 12 de setembro de 1966  | 14 de maio de 1970                                                                                 | Governador eleitor de forma indireta pela Assembleia Legislativa                                                      |
| —                                                     | João Turíbio Monteiro de Santana       |                       | —                                                | 14 de maio de 1970      | 15 de maio de 1970                                                                                 | Presidente do Tribunal de Justiça no cargo de Governador de forma interina                                            |
| 36                                                    | João Clímaco d'Almeida                 |                       | Aliança Renovadora Nacional ARENA                | 15 de maio de 1970      | 15 de março de 1971                                                                                | Vice-governador no cargo de titular                                                                                   |
| 37                                                    | Alberto Silva                          |                       | Aliança Renovadora Nacional ARENA                | 15 de março de 1971     | 15 de março de 1975                                                                                | Governador eleitor de forma indireta pela Assembleia Legislativa                                                      |
| 38                                                    | Dirceu Arcoverde                       |                       | Aliança Renovadora Nacional ARENA                | 15 de março de 1975     | 14 de agosto de 1978                                                                               | Governador eleitor de forma indireta pela Assembleia Legislativa                                                      |
| 39                                                    | Djalma Veloso                          |                       | Aliança Renovadora Nacional ARENA                | 14 de agosto de 1978    | 15 de março de 1979                                                                                | Vice-governador no cargo de titular                                                                                   |
| 40                                                    | Lucídio Portela                        |                       | Partido Democrático Social PDS                   | 15 de março de 1979     | 15 de março de 1983                                                                                | Governador eleitor de forma indireta pela Assembleia Legislativa                                                      |
| Sexta República Brasileira (1985-presente)            |                                        |                       |                                                  |                         | | |
| 41                                                    | Hugo Napoleão                          |                       | Partido Democrático Social PDS                   | 15 de março de 1983     | 14 de maio de 1986                                                                                 | Governador eleito em sufrágio universal                                                                               |
| 42                                                    | Bona Medeiros                          |                       | Partido da Frente Liberal PFL                    | 14 de maio de 1986      | 15 de março de 1987                                                                                | Vice-governador no cargo de titular                                                                                   |
| 43                                                    | Alberto Silva                          |                       | Partido do Movimento Democrático Brasileiro PMDB | 15 de março de 1987     | 15 de março de 1991                                                                                | Governador eleito em sufrágio universal                                                                               |
| 44                                                    | Freitas Neto                           |                       | Partido da Frente Liberal PFL                    | 15 de março de 1991     | 2 de abril de 1994                                                                                 | Governador eleito em sufrágio universal                                                                               |
| 45                                                    | Guilherme Melo                         |                       | Partido Progressista Reformador PPR              | 2 de abril de 1994      | 1º de janeiro de 1995                                                                              | Vice-governador no cargo de titular                                                                                   |
| 47                                                    | Mão Santa                              |                       | Partido do Movimento Democrático Brasileiro PMDB | 1º de janeiro de 1995   | 1º de janeiro de 1999                                                                              | Governador eleito em sufrágio universal                                                                               |
| 47                                                    | Mão Santa                              | 1º de janeiro de 1999 | Partido do Movimento Democrático Brasileiro PMDB | 6 de novembro de 2001   | Governador reeleito em sufrágio universal                                                          | |
| —                                                     | Kléber Eulálio                         |                       | Partido do Movimento Democrático Brasileiro PMDB | 9 de novembro de 2001   | 19 de novembro de 2001                                                                             | Presidente da Assembleia Legislativa no cargo de Governador de foma interina                                          |
| 48                                                    | Hugo Napoleão                          |                       | Partido da Frente Liberal PFL                    | 19 de novembro de 2001  | 1º de janeiro de 2003                                                                              | Segundo lugar nas eleições de 1998,assumiu após a cassação da chapa vencedora                                         |
| 49                                                    | Wellington Dias                        |                       | Partido dos Trabalhadores PT                     | 1º de janeiro de 2003   | 1º de janeiro de 2007                                                                              | Governador eleito em sufrágio universal                                                                               |
| 49                                                    | Wellington Dias                        | 1º de janeiro de 2007 | Partido dos Trabalhadores PT                     | 1º de abril de 2010     | Governador reeleito em sufrágio universal                                                          | |
| 50                                                    | Wilson Martins                         |                       | Partido Socialista Brasileiro PSB                | 1º de abril de 2010     | 1º de janeiro de 2011                                                                              | Vice-governador no cargo de titular                                                                                   |
| —                                                     | Wilson Martins                         |                       | Partido Socialista Brasileiro PSB                | 1º de janeiro de 2011   | 4 de abril de 2014                                                                                 | Governador reeleito em sufrágio universal                                                                             |
| 51                                                    | Zé Filho                               |                       | Partido do Movimento Democrático Brasileiro PMDB | 4 de abril de 2014      | 1º de janeiro de 2015                                                                              | Vice-governador no cargo de titular                                                                                   |
| 52                                                    | Wellington Dias                        |                       | Partido dos Trabalhadores PT                     | 1º de janeiro de 2015   | 1º de janeiro de 2019                                                                              | Governador eleito em sufrágio universal                                                                               |
| 52                                                    | Wellington Dias                        | 1º de janeiro de 2019 | Partido dos Trabalhadores PT                     | 31 de março de 2022     | Governador reeleito em sufrágio universal. Renunciou ao cargo para disputar vaga no Senado Federal | |
| 53                                                    | Regina Sousa                           |                       | Partido dos Trabalhadores PT                     | 31 de março de 2022     | 1º de janeiro de 2023                                                                              | Vice-governadora eleita em sufrágio universal. Assumiu em face da renúncia do titular.                                |
| 54                                                    | Rafael Fonteles                        |                       | Partido dos Trabalhadores PT                     | 1º de janeiro de 2023   | Até a atualidade                                                                                   | Governador eleito em sufrágio universal.                                                                              |